# Blastocystidae
Famille
Les Blastocystidae sont une famille de chromistes de l'embranchement des Bigyra, de la classe des Blastocystea et de l’ordre des Blastocystida.

## Étymologie
Le nom de la famille vient du genre type Blastocystis, formé du préfixe blast, « embryon ; germe ; rejeton », et du suffixe grec κύστις / kýstis, « vessie ; poche »,

## Description
Les espèces du genre Blastocystis ont des morphologies variées. Quatre formes sont souvent décrites : vacuolaire, granulaire, amiboïde et kyste. La morphologie de l'organisme dépend largement des conditions environnementales notamment de l'oxygène. La présence de toutes ces formes dans l'intestin de l'hôte n'est pas clairement explicitée,,.

## Liste des genres
Selon AlgaeBase (21 mai 2025) :
- Blastocystis A.G.Alexeieff, 1911

## Systématique
Le nom correct complet (avec auteur) de ce taxon est Blastocystidae A.G.Alexeieff, 1914.

## Publication originale
- Alexeieff, A. (1914). Sur le cycle évolutif d’une haplosporidie (Ichthyosporidium gasterophilum Caullery et Mesnil). Archives de Zoologie expérimentale et générale 54(2):  30-44, 4 figures.